# Haute Tension (Les Casseurs)
Pour les articles homonymes, voir Haute tension (homonymie).
Haute Tension est la première histoire de la série de bande dessinée belge Les Casseurs créée par le dessinateur Christian Denayer et le scénariste André-Paul Duchâteau, publiée de no 5 du 29 janvier à no 23 du 3 juin 1975 pour la version belge — sinon, pour la version française, de no 111 du 18 février à no 126 du 3 juin 1975, dans le journal de Tintin et éditée en album cartonné en janvier 1977 par les éditions du Lombard.

## Descriptions

### Personnages
- Al Russel
- Brock
- Le patron

## Publications

### Périodiques
- Tintin :
  -  de no 5 du 29 janvier à no 23 du 3 juin 1975[1]
  -  de no 111 du 18 février à no 126 du 3 juin 1975[2]

### Album
- 1 Haute Tension, Éditions du Lombard, janvier 1977
Scénario : André-Paul Duchâteau - Dessin : Christian Denayer

### Documentation
- Jean Léturgie, « Les Casseurs : Haute Tension », Schtroumpfanzine, no 18,‎ avril 1978, p. 26.